# 達爾文 (明尼蘇達州)
達爾文（英語：Darwin）是一個位於美國明尼蘇達州米克縣的城市。

## 歷史
達爾文於1869年成立，同年設立營運至今的郵局。此地得名自鐵路公司股東E·達爾文·利奇菲爾德（E. Darwin Litchfield）。

## 人口
根據2020年美國人口普查的數據，達爾文的面積為5.38平方千米，當中陸地面積為5.17平方千米，而水域面積為0.21平方千米。當地共有人口348人，而人口密度為每平方千米65人。